# Neochanna cleaveri
Neochanna cleaveri är en fiskart som först beskrevs av Scott, 1934.  Neochanna cleaveri ingår i släktet Neochanna och familjen Galaxiidae. Inga underarter finns listade i Catalogue of Life.